# Кудінов Іван Павлович
Іван Павлович Кудінов (6 червня 1922, село Сомово, Тульська губернія (тепер Одоєвського району Тульська область, Російська Федерація) — 1990, місто Куйбишев, тепер Самара, Російська Федерація) — радянський діяч, новатор виробництва, фрезерувальник Куйбишевського моторобудівного заводу імені Фрунзе Куйбишевської області. Кандидат у члени ЦК КПРС у 1971—1981 роках. Член ЦК КПРС у 1981—1986 роках. Герой Соціалістичної Праці (26.04.1971).

## Життєпис
У 1938 році закінчив неповну середню школу.
У 1938—1939 роках — арматурник телефонної станції в Москві.
У 1939—1941 роках — фрезерувальник Московського заводу № 24 імені Фрунзе Народного комісаріату авіаційної промисловості СРСР. У жовтні 1941 року разом із заводом був евакуйований до міста Куйбишева (тепер — Самара).
З жовтня 1941 року — фрезерувальник укрупненого заводу № 24 імені Фрунзе Народного комісаріату (Міністерства) авіаційної промисловості СРСР в місті Куйбишеві.
Член ВКП(б) з 1946 року.
У 1956 році закінчив школу майстрів у місті Куйбишеві.
У 1967—1979 роках — фрезерувальник Куйбишевського моторобудівного заводу імені Фрунзе Міністерства авіаційної промисловості СРСР.
Указом Президії Верховної Ради СРСР («закритим») від 26 квітня 1971 року за видатні заслуги у виконанні завдань п'ятирічного плану і створення нової техніки Кудинову Івану Павловичу присвоєно звання Героя Соціалістичної Праці з врученням ордена Леніна і золотої медалі «Серп і Молот».
З травня 1979 року — фрезерувальник Куйбишевського моторобудівного виробничого об'єднання імені Фрунзе Міністерства авіаційної промисловості СРСР.
Помер у 1990 році в місті Куйбишеві (Самарі). Похований на Рубіжному цвинтарі.

## Нагороди і звання
- Герой Соціалістичної Праці (26.04.1971)
- орден Леніна (26.04.1971)
- орден Жовтневої Революції (25.03.1974)
- два ордени Трудового Червоного Прапора (22.07.1966; 10.03.1981)
- орден «Знак Пошани» (7.08.1986)
- медаль «За трудову доблесть» (12.07.1957)
- медалі
- Почесний громадянин міста Куйбишева (Самари) (1982)